# Łużyckie Zagłębie Węglowe

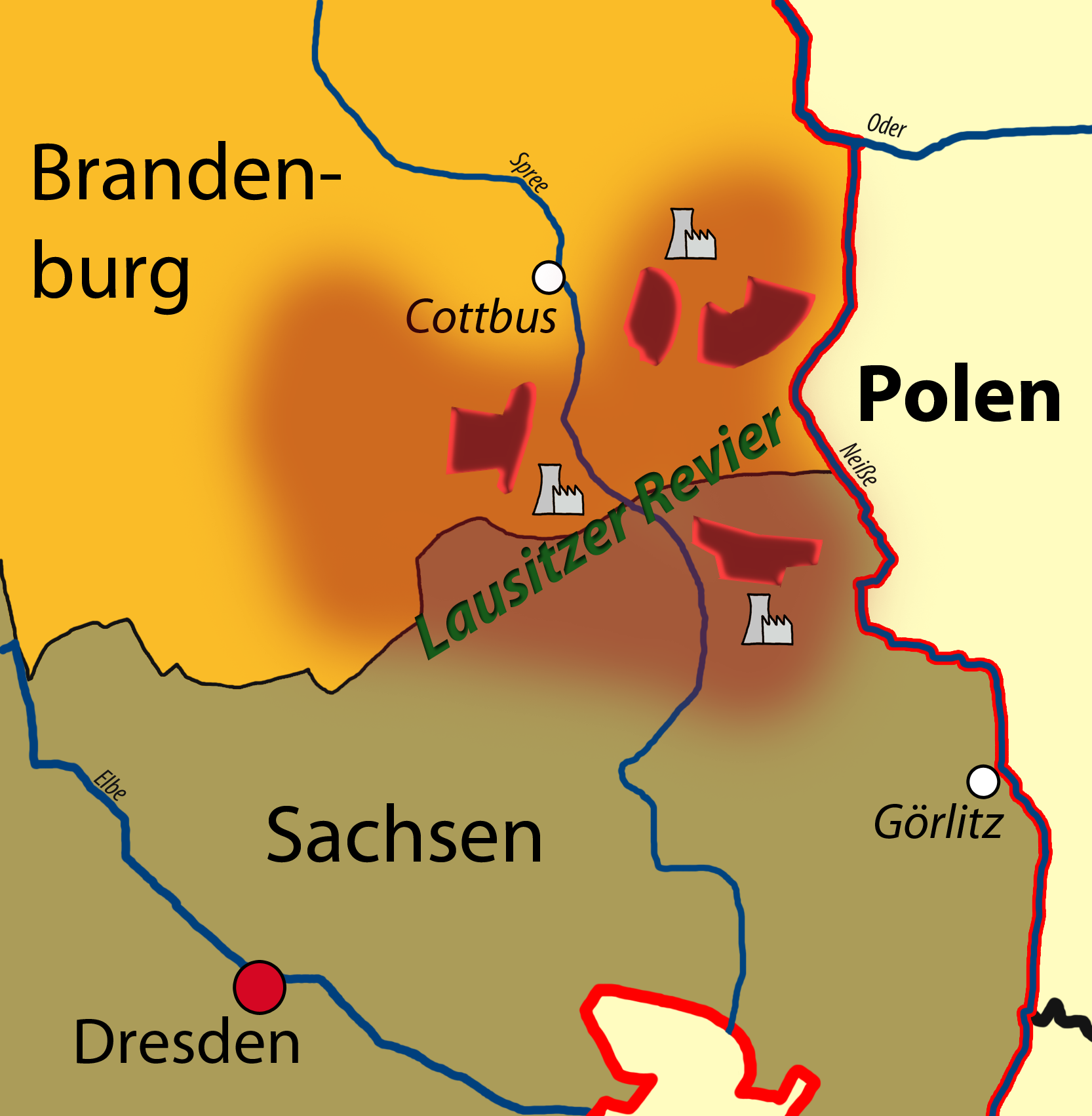
Mapa regionu

Łużyckie Zagłębie Węglowe (niem. Lausitzer Braunkohlenrevier) – region wydobycia węgla brunatnego w południowo-wschodniej części Niemiec, w okolicy Chociebuża, nad rzekami Czarną Elsterą i Sprewą. Eksploatacja ok. 150 mln ton rocznie, stopniowe ograniczanie wydobycia.
Wybudowane są liczne elektrownie cieplne, zakłady przetwórstwa węgla brunatnego, gazownie, koksownie oraz zakłady przemysłu chemicznego.
Główne miasta to Chociebuż, Lübbenau/Spreewald, Biała Woda, Hoyerswerda, Lauchhammer, Spremberg.